# Spiderman i els seus amics
Spiderman i els seus amics (títol original en anglès, Spider-Man and His Amazing Friends) és una sèrie de televisió animada estatunidenca de 1981-1983 produïda per Marvel Productions, considerada una sèrie d'encreuament relacionada amb la sèrie Spider-Man de 1981. La sèrie és protagonitzada pels personatges ja establerts de Marvel Comics, l'Spider-Man i l'Home de Gel, juntament amb un personatge original, l'Estrella de Foc. Tots tres lluiten contra diversos vilans de l'univers Marvel. Es va doblar al català central per a TV3, i al valencià per al Canal 9.
La sèrie va ser un intent de l'NBC de replicar part de l'èxit que havia tingut la cadena ABC amb la franquícia Super Friends. Els creadors de la sèrie originalment pretenien que els protagonistes fossin l'Spider-Man, l'Home de Gel i la Torxa Humana.
Marvel Comics va mantenir un alt nivell de control creatiu sobre la sèrie, atès que Stan Lee (cocreador de l'Spider-Man i l'Home de Gel) va treballar conjuntament amb els guionistes i va participar en el procés de càsting i d'animació.
L'actriu de l'Estrella de Foc, Kathy Garver, va recordar que, tot i que els guions il·lustrats de cada episodi es completaven abans de gravar-hi les veus, «realment treballàvem a partir del guió. Fèiem una taula rodona per tenir una idea de com anava la sèrie i després gravàvem».
Va ser nominada a la millor sèrie de televisió infantil als premis Youth in Film de 1982.